# Proteuxoa antipoda
Proteuxoa antipoda är en fjärilsart som beskrevs av Felder 1874. Proteuxoa antipoda ingår i släktet Proteuxoa och familjen nattflyn. Inga underarter finns listade i Catalogue of Life.